# Фрайонов, Николай Дмитриевич
Николай Дмитриевич Фрайонов (1912—1997) — советский хозяйственный, государственный и политический деятель, Герой Социалистического Труда.

## Биография
Родился в 1912 году в селе Подберёзное. Член КПСС.
С 1928 года — на хозяйственной, общественной и политической работе. В 1928—1976 гг. — слесарь на одном из заводов в городе Москве, слесарь-инструментальщик на заводе № 279 Наркомата авиационной промышленности СССР в городе Раменское, слесарь завода № 149/Раменского приборостроительного завода Московского областного совета народного хозяйства.
Указом Президиума Верховного Совета СССР от 17 июня 1961 года за выдающиеся заслуги в создании образцов ракетной техники и обеспечении успешного полета человека в космическое пространство присвоено звание Героя Социалистического Труда с вручением ордена Ленина и золотой медали «Серп и Молот».
Избирался депутатом Верховного Совета РСФСР 6-го и 7-го созывов.
Умер в 1997 году в Жуковском.